# Волфрад IV фон Феринген
Волфрад IV фон Феринген-Неленбург Млади (на немски: Wolfrad IV von Veringen-Nellenburg; † 1269/пр. 8 март 1270) е граф на Феринген и Неленбург.

## Произход
Той е най-големият син на граф Волфрад III фон Феринген († сл. 30 август 1267/1268) и съпругата му Анна († сл. 19 април 1254). Внук е на граф Волфрад II фон Неленбург-Феринген († 1234/1237) и съпругата му фон Хайлигенберг.

## Фамилия
Волфрад IV фон Феринген-Неленбург се жени за Кунигунда фон Гунделфинген и има децата:
- Манголд II фон Феринген-Хетинген († сл. 1302)
- Волфрад V фон Феринген-Хетинген († сл. 1311)
- Хайнрих III фон Феринген-Хетинген († сл. 29 ноември 1307), граф на Хетинген, женен за Ида († сл. 1284)
- Еберхард фон Феринген († сл. 1295)
- Анна фон Неленбург († сл. 1322)